# NGC 6557
NGC 6557 (również PGC 61770) – galaktyka soczewkowata (S0), znajdująca się w gwiazdozbiorze Oktanta. Odkrył ją John Herschel 30 czerwca 1835 roku.